# Palystes johnstoni
Palystes johnstoni is een spinnensoort uit de familie van de jachtkrabspinnen (Sparassidae).
De wetenschappelijke naam van de soort werd in 1896 gepubliceerd door Reginald Innes Pocock.